# Hauptwil-Gottshaus
Hauptwil-Gottshaus (toponimo tedesco) è un comune svizzero di 1 917 abitanti del Canton Turgovia, nel distretto di Weinfelden.

## Storia
Il comune di Hauptwil-Gottshaus è stato istituito nel 1996 con la fusione dei comuni soppressi di Gottshaus (tranne la località di Stocken, assegnata al comune di Bischofszell) e Hauptwil. Fino al 2010 ha fatto parte del distretto di Bischofszell; capoluogo comunale è Hauptwil.

## Società

### Evoluzione demografica
L'evoluzione demografica è riportata nella seguente tabella (fino al 1990 con Stocken):
Abitanti censiti